# 艾格维沃
艾格维沃（法語：Aigues-Vives，法語發音：[ɛɡ viv] ⓘ）是法国加尔省的一个市镇，位于该省西部偏南，属于尼姆区。

## 地理
艾格维沃（43°44'22"N, 4°10'50"E）面积12 平方千米，位于法国奧克西塔尼大區加尔省，该省份为法国南部沿海省份，南端濒地中海，北起顺时针与阿尔代什省、沃克吕兹省、罗讷河口省、埃罗省、阿韦龙省和洛泽尔省接壤。
与艾格维沃接壤的市镇（或旧市镇、城区）包括：孔热尼、卡尔维松、米斯、科多尼昂、欧拜、艾马尔格、勒凯拉尔、加拉尔格勒蒙蒂厄。

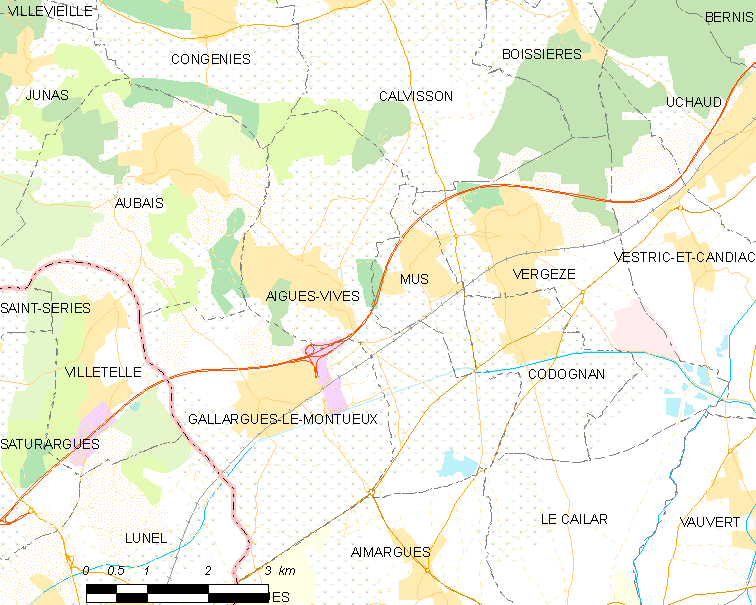
艾格维沃的OSM定位图

艾格维沃的时区为UTC+01:00、UTC+02:00（夏令时）。

## 行政
艾格维沃的邮政编码为30670，INSEE市镇编码为30004。

## 政治
艾格维沃所属的省级选区为沃韦尔县。

## 人口

1962-2008年间艾格维沃人口变化图示

艾格维沃于2022年1月1日时的人口数量为3340人。